# Liste der Fernstraßen in Kenia
Diese Liste zeigt die Straßen in Kenia auf. Es gibt fünf Typen von Straßen, zum ersten die internationalen Fernstraßen beginnend mit A, zum zweiten die nationalen Fernstraßen beginnend mit einem B, zum dritten die Primärstraßen beginnend mit C, zum vierten die Sekundärstraßen beginnend mit D und zum fünften die Nebenstraßen beginnend mit E.

## Internationale Fernstraßen
| Kurz | Name | Verlauf                                                                                          | Länge  | Karte |
| ---- | ---- | ------------------------------------------------------------------------------------------------ | ------ | ----- |
|      | A1   | Grenze nach Tansania – Suba Kuria – Kisumu – Webuye – Lodwar – Lokichoggio – Grenze zum Südsudan | 880 km |       |
|      | A2   | Nairobi – Thika – Isiolo – Moyale – Grenze nach Äthiopien                                        | 785 km |       |
|      | A3   | Thika – Garissa – Liboi – Grenze nach Somalia                                                    | 530 km |       |
|      | A14  | Mombasa – Lunga Lunga – Grenze nach Tansania                                                     | 125 km |       |
|      | A23  | Voi – Taveta – Grenze nach Tansania                                                              | 110 km |       |
|      | A104 | Grenze nach Uganda – Malaba – Nairobi – Namanga – Grenze nach Tansania                           | 600 km |       |
|      | A109 | Nairobi – Mombasa                                                                                | 490 km |       |

## Nationale Fernstraßen
| Kurz | Name | Verlauf                                 | Länge  |
| ---- | ---- | --------------------------------------- | ------ |
|      | B1   | Mau Summit – Busia – Grenze nach Uganda | 250 km |
|      | B2   | Kitale – Soy                            | 060 km |
|      | B3   | Kisii – Ngarariga                       | 280 km |
|      | B4   | Nakuru – Sigor                          | 275 km |
|      | B5   | Nakuru – Kiganjo                        | 175 km |
|      | B6   | Muchiene – Makutano                     | 165 km |
|      | B7   | Embu – Kangonde                         | 080 km |
|      | B8   | Mombasa – Garissa                       | 460 km |
|      | B9   | Isiolo – Mandera                        | 810 km |

## Primärstraßen
Die Primärstraßen beginnen mit C.

## Sekundärstraßen
Die Sekundärstraßen beginnen mit D.

## Nebenstraßen
Die Nebenstraßen beginnen mit E.